# Сомерсет, Генри, 5-й герцог Бофорт
Генри Сомерсет (англ. Henry Somerset; 16 октября 1744 — 11 октября 1803) — английский аристократ, 5-й герцог Бофорт, 7-й маркиз Вустер, 11-й граф Вустер, 13-й барон Герберт с 1756 года (в 1746—1756 годах носил титул учтивости маркиз Вустер), 5-й барон Ботетур с 1803 года, кавалер ордена Подвязки.

## Биография
Генри Сомерсет родился 16 октября 1744 года в Лондоне и стал единственным сыном Чарльза Сомерсета, 4-го герцога Бофорта, и Элизабет Беркли. 28 октября 1756 года, после смерти отца, Генри унаследовал его титулы и владения, став 5-м герцогом Бофортом и членом Палаты лордов. В октябре 1760 года он начал учёбу в Ориел-колледже в Оксфорде, который окончил 7 июля 1763 года со степенью доктора гражданского права. Герцог занимал должность великого мастера Первой Великой ложи Англии в 1767—1772 годах. С 1768 по 1770 год он был шталмейстером королевы Шарлотты Мекленбург-Стрелицкой, жены Георга III, позже занимал должности лорда-лейтенанта Монмутшира (1771—1803), Брекнокшира (1787—1803) и Лестершира (1787—1799).
2 июня 1786 года герцог стал кавалером ордена Подвязки. 4 июня 1803 года он получил титул 5-го барона Ботетура. Сэр Генри умер 11 октября того же года и был похоронен в церкви Святого Михаила и всех Ангелов в Бадминтоне.

## Семья
2 января 1766 года герцог Бофорт женился на Элизабет Боскауэн, дочери Эдварда Боскауэна и Фрэнсис Гланвиль. В этом браке родились четыре дочери и девять сыновей:
- Генри Чарльз, (22 декабря 1766 — 23 ноября 1835), 6-й герцог Бофорт[3];
- Чарльз Генри (2 декабря 1767 — 18 февраля 1831)[4][5];
- Эдвард (1768—1769)[6];
- Норборн Беркли Генри (4 мая 1771—1838)[7];
- Элизабет (11 февраля 1773 — 5 мая 1836), жена Чарльза Толбота, внука 1-го барона Толбота[8][9];
- Фрэнсис Элизабет (3 апреля 1774 — 24 мая 1841)[10];
- Гарриет Изабелла Элизабет (9 июля 1775 — 1 июня 1855), жена полковника Хью Генри Митчелла[11];
- Роберт Эдвард Генри (19 декабря 1776 — 1 сентября 1842)[12];
- Артур Джон Генри (12 февраля 1780 — 18 апреля 1816)[13];
- Уильям Джордж Генри (2 сентября 1784 — 14 января 1861), пребендарий Бристоля[14];
- Энн Элизабет (7 июня 1786 — 22 сентября 1803)[15];
- Джон Томас Генри (30 августа 1787 — 3 октября 1846)[16];
- Фицрой Джеймс Генри, (30 сентября 1788 — 28 июня 1855), 1-й барон Реглан[17].